# 贝鲁尔
贝鲁尔是印度卡纳塔克邦哈桑县的一个自治镇。
贝鲁尔曾是曷萨拉王朝的早期都城。它与哈勒比德仅仅相距16公里，是卡纳塔克邦的主要旅游目的地之一。